# HD 102195
Flegetonte, denominata HD 102195 nella notazione del catalogo Henry Draper, è una nana arancione visibile nella costellazione della Vergine. Dista circa 95 anni luce dal sistema solare.
Attorno ad essa orbita un pianeta extrasolare, Lete, scoperto nel 2005 con il metodo delle velocità radiali.

## Osservazione
Si tratta di una stella situata nell'emisfero celeste boreale, ma molto in prossimità dell'equatore celeste, dal quale dista circa 2,5°; ciò comporta che possa essere osservata da tutte le regioni abitate della Terra senza alcuna difficoltà. Tuttavia, con una magnitudine pari a 8,05, non è visibile ad occhio nudo. Appare in prossimità della stella β Virginis
Il periodo migliore per la sua osservazione nel cielo serale ricade durante i mesi della primavera boreale, che corrispondono alla stagione autunnale nell'emisfero australe. Il periodo di visibilità rimane indicativamente lo stesso, grazie alla posizione della stella in prossimità all'equatore celeste.
La stella possiede un elevato moto proprio, traslando sulla sfera celeste alla velocità di circa 0,22 arcsec per anno. Per le caratteristiche del moto, Montes e colleghi l'hanno identificata come appartenente all'Associazione Locale, il gruppo cinematico delle Pleiadi; T. Nakajima e J.-I. Morino, invece, hanno suggerito nel 2011 che possa appartenere al gruppo cinematico di η Chamaeleontis.

## Denominazione
Le stelle che non sono visibili ad occhio nudo, come Flegetonte, sono generalmente identificate con le sigle utilizzate per registrarle nei principali cataloghi astronomici (riportate nella tabella a lato).
Nel luglio del 2014, l'Unione Astronomica Internazionale ha indetto il concorso pubblico NameExoWorlds per assegnare dei nomi propri ad alcuni esopianeti ed alle loro stelle. La procedura ha previsto che partecipanti appartenenti ad associazioni astronomiche potessero proporre delle denominazioni, che successivamente sono state sottoposte a votazione aperta a chiunque volesse partecipare. Visto il successo dell'iniziativa, l'IAU l'ha ripetuta nel 2019, con alcune importanti modifiche. A ciascuna nazione è stato assegnato il diritto di suggerire il nome per una coppia composta da una stella e dal suo pianeta. Quale oggetto della competizione sono state scelte stelle che non fossero visibili ad occhio nudo, ma relativamente vicine alla Terra.
La coppia costituita da HD 102195 e dal suo pianeta è stata assegnata all'Italia. Tra le molte proposte ricevute, è risultata vincente quella avanzata dallo studente Elia Ceci che ha suggerito Flegetonte per la stella e Lete per il pianeta. Secondo la mitologia greca, il Flegetonte e il Lete sono due fiumi che scorrono nell'Ade, richiamati da Dante nella Divina Commedia. Il primo è un fiume di fuoco, che ben si adatta a simboleggiare una stella; il secondo è il fiume dell'oblio, le cui nebbie richiamano l'atmosfera del gigante gassoso.

## Caratteristiche
Flegetonte è una nana arancione di sequenza principale. Ha massa pari a circa il 90% di quella solare e un diametro pari all'84% di quello solare. La sua luminosità, tuttavia, è pari al 50% di quella solare. La temperatura della sua fotosfera, infatti, è stata valutata in 5283 K. La sua età è stata stimata in circa 6 miliardi di anni, ma l'incertezza associata al dato è piuttosto alta, essendo pari a 3,5 miliardi di anni.
Osservazioni condotte con il telescopio spaziale Kepler suggeriscono che la stella sia una variabile quasi periodica, con un periodo di 11,49 giorni. Viceversa, altri avevano dedotto da tale periodicità un periodo di rotazione di 12,3 giorni.
Il sistema dista circa 95 anni luce dal sistema solare e si sta ulteriormente allontanando, avendo una velocità radiale positiva.

## Sistema planetario
Attorno a Flegetonte orbita un pianeta extrasolare, Lete, che completa un'orbita in circa 4 giorni, ad una distanza media pari a circa 19 volte quella che separa la Terra dalla Luna. Con una massa minima pari alla metà di quella di Giove, si tratta di un gigante gassoso.
Il pianeta è stato scoperto con il metodo delle velocità radiali, grazie ad osservazioni condotte nel 2005 con lo strumento Exoplanet Tracker, prototipo della combinazione di un interferometro di Michelson con uno spettrografo, sviluppata dall'Università della Florida, montato sulla torre Coudé e sull'adiacente telescopio da 2,1 m dell'osservatorio di Kitt Peak. La scoperta è stata confermata nel 2007 grazie ad osservazioni compiute con lo spettrografo HARPS, installato presso l'osservatorio di La Silla, dell'ESO.

### Prospetto del sistema
Segue un prospetto dei componenti del sistema planetario di HD 96700, in ordine di distanza dalla stella.
| Pianeta | Tipo           | Massa           | Periodo orb. | Sem. maggiore | Eccentricità | Scoperta |
| ------- | -------------- | --------------- | ------------ | ------------- | ------------ | -------- |
| b       | gioviano caldo | >0,46 ± 0,03 MJ | 4,113 giorni | 0,049 UA      | 0            | 2005     |